# SN 2000L
SN 2000L – supernowa typu II odkryta 29 lutego 2000 roku w galaktyce UGC 5520. W momencie odkrycia miała maksymalną jasność 17,80m.